# マイニンゲン

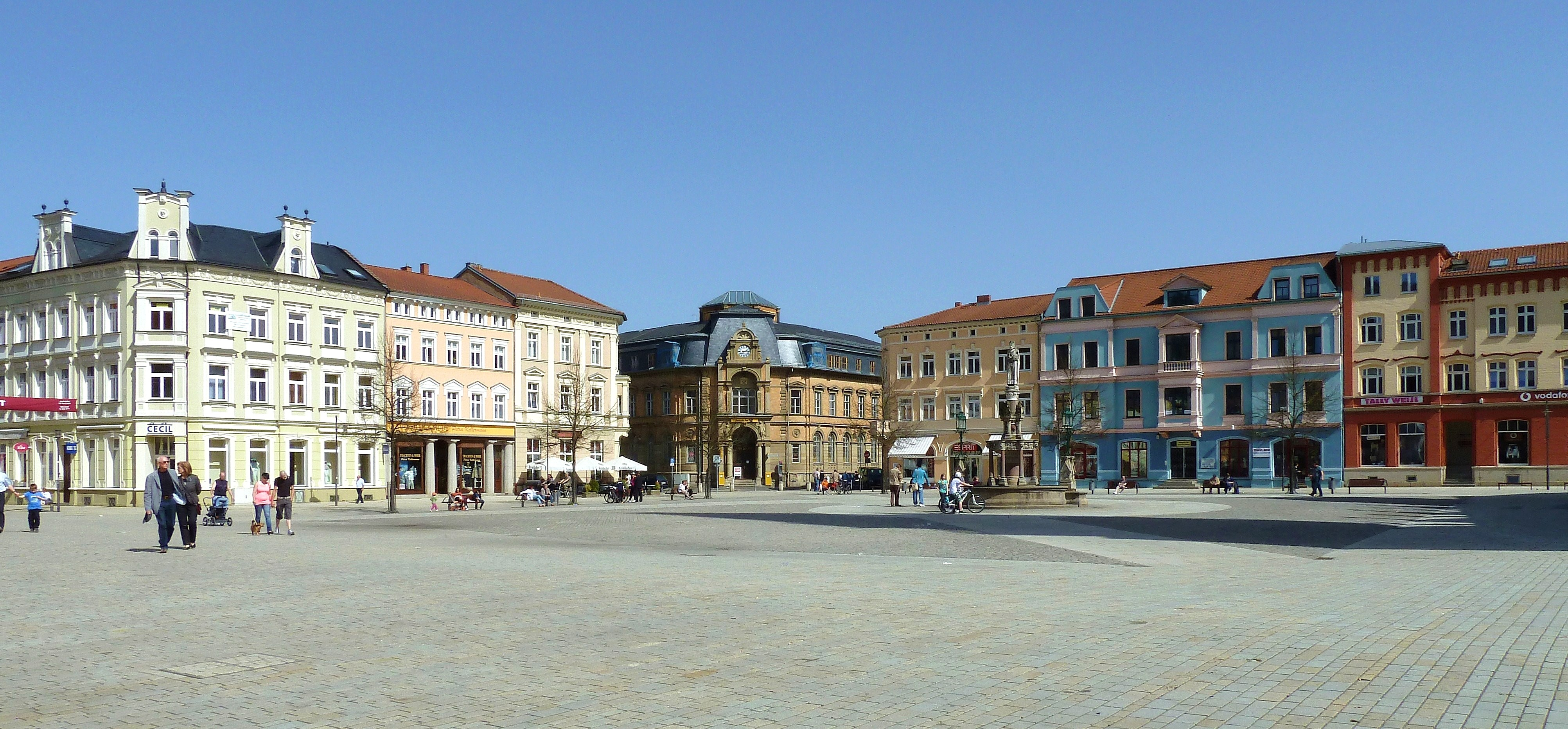
市場 - 中央広場

マイニンゲン（ドイツ語: Meiningen）は、ドイツ連邦共和国のテューリンゲン州・シュマルカルデン＝マイニンゲンの首都。著名な劇場であるマイニンゲン宮廷劇場がある都市として知られている。
マイニンゲンには、蒸気機関車を製造する工場があることでも知られる。1680年から1918年の間、マイニンゲンはザクセン＝マイニンゲン公国の首都とされていた。市内には多くの新古典主義の建物と、木組みの家々や観光客のアトラクションがある。広義的なフランケン地方の北東部に当たる。

## マイニンゲンに関連する著名な人物
- ゲオルク2世 - ザクセン＝マイニンゲン公。
- アデレード・オブ・サクス＝マイニンゲン - ウィリアム4世の王妃。マイニンゲン出身。
- アウグスト・シュライヒャー - 言語学者。マイニンゲン出身。
- ペーター・ダム - ホルン奏者。マイニンゲン出身。

## 写真

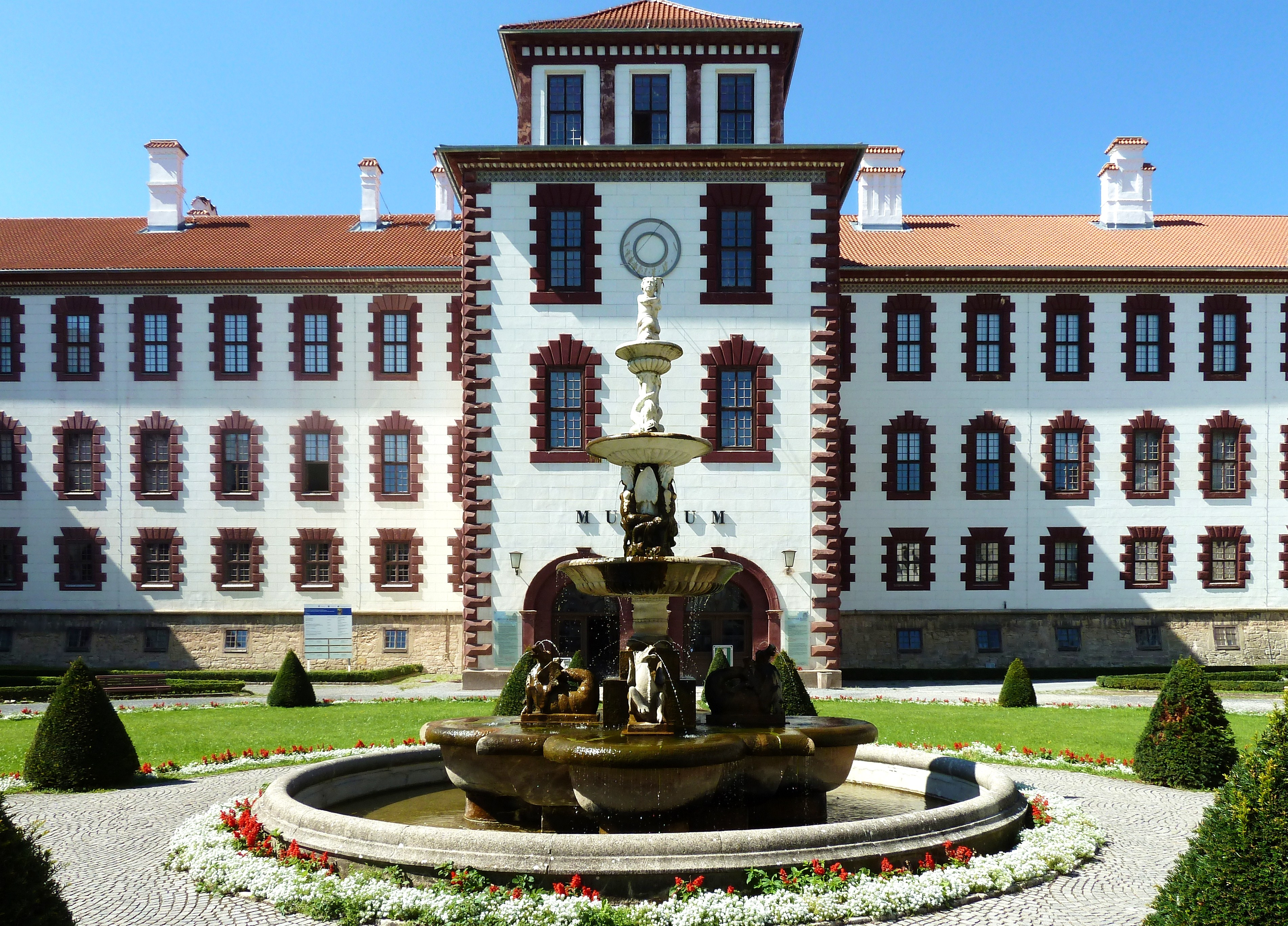
エリザベーテンブルク城（英語版） （現：マイニンゲン博物館）
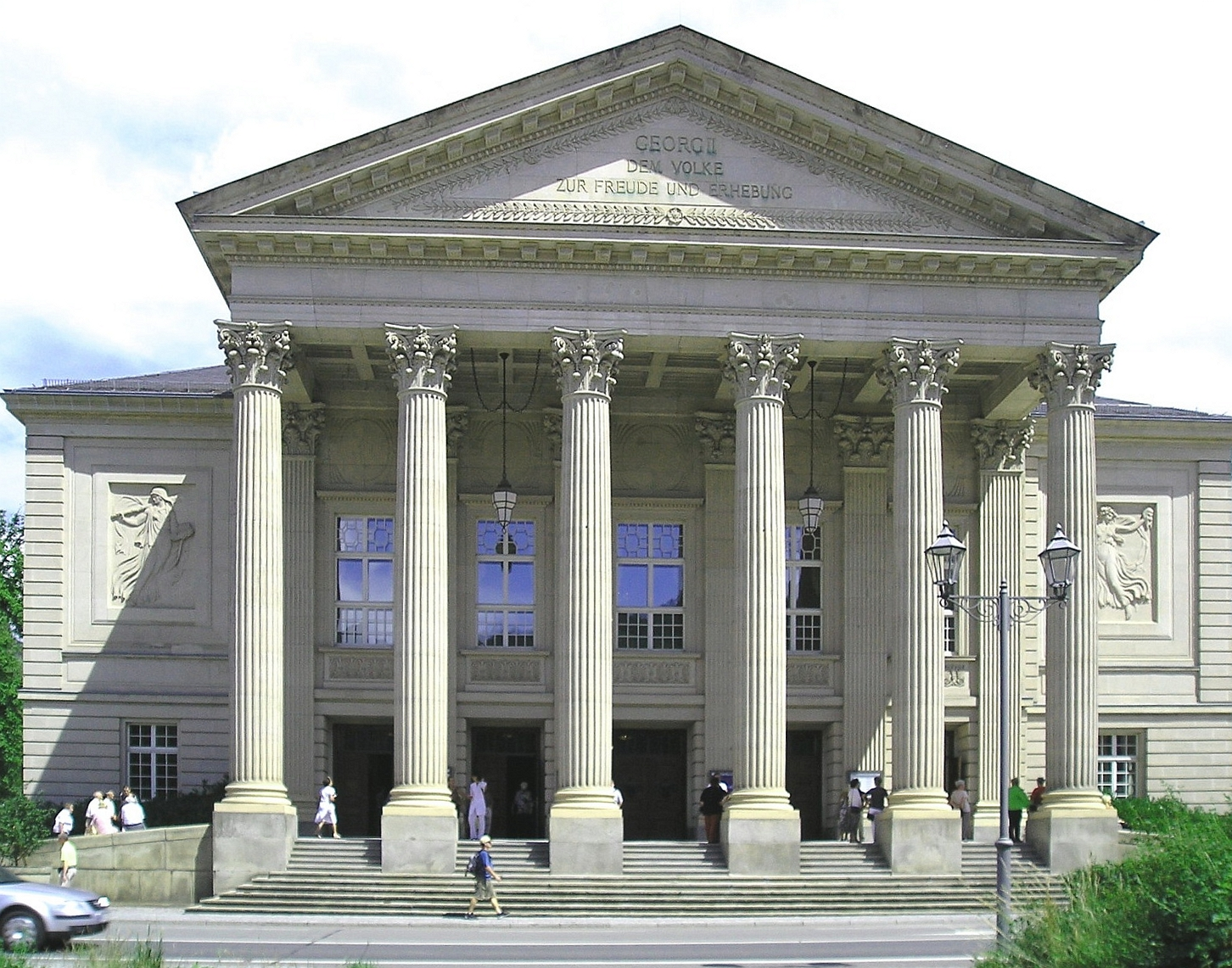
マイニンゲン宮廷劇場
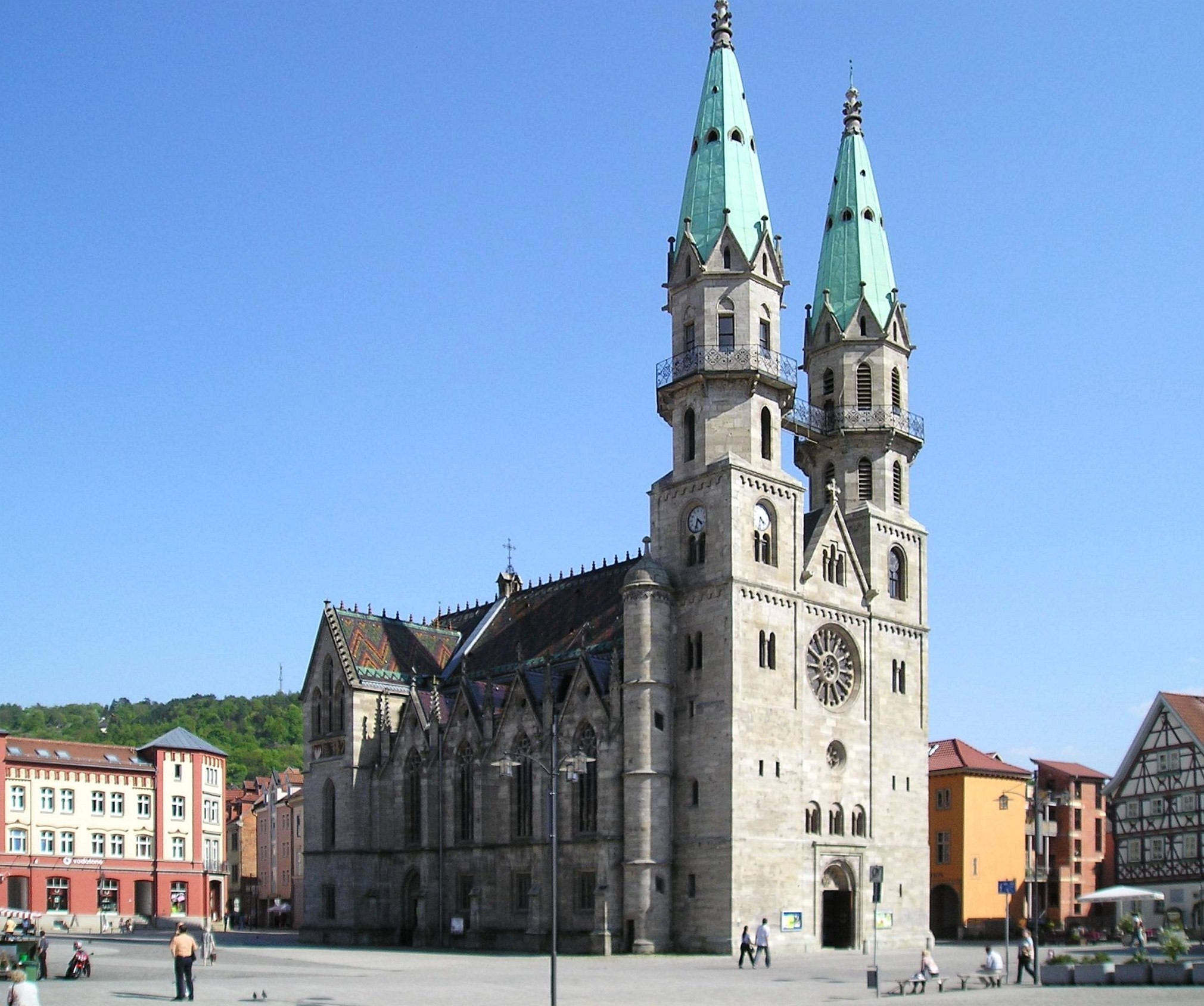
福音教会

## 引用
1. ↑  Bevölkerung der Gemeinden vom Thüringer Landesamt für Statistik